# Верхня півплощина

Верхня півплощина

В математиці, верхня півплощина (верхня половина площини) H — множина точок {\displaystyle (x,y)}
декартової площини таких, що {\displaystyle y>0}. Є окремим випадком півплощини.

## Комплексна площина
У математиці часто замість декартової площини розглядають комплексну площину, в якій верхня півплощина є множиною комплексних чисел з додатною уявною частиною:
{\displaystyle \mathbb {H} =\{x+iy\mid y>0;x,y\in \mathbb {R} \}.}
Комплексна півплощина — область визначення багатьох функцій, що розглядаються в комплексному аналізі, зокрема — модулярних функцій. Причина такого інтересу в тому, що верхня півплощина конформно еквівалентна відкритому диску. Завдяки цій властивості верхня півплощина з'являється в різних математичних моделях, наприклад в одній із моделей гіперболічної геометрії.